# Edgard Boutaric
Edgard Boutaric (* 9. September 1829 in Châteaudun; † 17. Dezember 1877 in Paris) war ein französischer Historiker.

## Leben
Boutaric studierte an der École nationale des chartes mit dem Abschluss als Archivist und Paläograph 1849 und an der École nationale d’administration mit dem Abschluss. Ab 1852 war er im Nationalarchiv, wo er Leiter der Verwaltung (Section administrative) wurde. Ab 1869 war er Professor für Politische Institutionen, Verwaltung und Rechtswesen von Frankreich an der École des chartes.
Er gab sowohl Quellen aus dem Mittelalter (Akten des Parlement) als auch dem 18. Jahrhundert heraus (Geheimkorrespondenz von Ludwig XV.). Aufgrund eines Wettbewerbs der Académie des Inscriptions et Belles-Lettres (deren Mitglied er 1876 wurde) schrieb er ein Buch über Philipp den Schönen und gewann den Preis. Boutaric war Spezialist für Verwaltungsgeschichte in Frankreich im Ancien Régime und davor. In einem Buch über Ludwig dem Heiligen und dessen Bruder Alfons von Poitiers zeigte er, wie dieser die Verwaltungsreformen seines Bruders auf den Süden Frankreichs übertrug.

## Schriften (Auswahl)
- Les premiers états généraux. 1302–1314. In: Bibliothèque de l’École des chartes. Jahrgang 21 = Serie 5, Band 1, 1860, S. 1–37.
- La France sous Philippe le Bel. Étude sur les Institutes Politiques et Administratives du Moyen Âge. Plon, Paris 1861, (Digitalisat).
- Institutions militaires de la France avant les armées permanentes. Plon, Paris 1863, (Digitalisat).
- als Herausgeber: Actes du Parlement de Paris. Première série: De l’an 1254 à l’an 1328. 2 Bände. Plon, Paris 1863–1867;
  - Band 1: 1254-1299. 1863, (Digitalisat);
  - Band 2: 1299-1328. 1867, (Digitalisat).
- Rapport sur une mission en Belgique, à l’effet de rechercher les documents inédits relatifs à l’histoire de France au moyen âge. In: Archives des missions scientifiques et littéraires. Serie 2, Band 2, 1864, S. 231–319.
- Recherches archéologiques sur le palais de justice de Paris principalement sur la partie consacrée au parlement. Depuis l’origine jusqu’à la mort de Charles VI (1422). In: Mémoires de la Société nationale des antiquaires de France. Band 27 = Serie 3, Band 7, 1864, S. 1–70.
- Correspondance secrète inédite de Louis XV sur la politique étrangère avec le comte de Broglie, Tercier, etc. Et autres documents relatifs au Ministère secret. Publiés d’apres les originaux conservés aux archives de l’empire. Et précédés d’une étude sur le caractère et la politique personnelle de Louis XV. 2 Bände. Plon, Paris 1866, (Digitalisate: Band 1. Band 2).
- als Herausgeber mit Émile Campardon: Mémoires de Frédéric II, roi de Prusse, écrits en français par lui-même. Publiés conformément aux manuscrits originaux conservés aux archives du cabinet à Berlin. Avec des notes et des tables. 2 Bände. Plon, Paris 1866, (Digitalisate: Band 1. Band 2).
- Saint-Louis et Alfonse de Poitiers. Étude sur la réunion des provinces du Midi & de l’Ouest à la couronne et sur les origines de la centralisation administrative. D’après des documents inédi. Plon Paris 1870 (erhielt den Prix Gobert), (Digitalisat).
- Clément V. Philippe le Bel et les Templiers. In: Revue des questions historiques. Jahrgang 5 = Band 10, 1871, S. 301–342; Jahrgang 6 = Band 11, 1872, S. 5–40.
- Le vandalisme révolutionnaire. Les Archives pendant la Révolution française. In: Revue des questions historiques. Jahrgang 7 = Band 12, 1872, S. 325–396.
- Vincent de Beauvais et la connaissance de l'antiquité classique au treizième siècle. In: Revue des questions historiques. Jahrgang 9 = Band 17, 1875, S. 5–57.
- Le régime féodal son origines et son établissement et particulièrement de l’immunité. In: Revue des questions historiques. Jahrgang 10 = Band 18, 1875, S. 325–380, (Der Sonderabdruck als: Des origines et de l’établissement du régime féodal et particulièrement de l’immunité. Palmé, Paris 1875, Digitalisat).